# Мельхіор (маг)
Святий Мельхіор, або Меліхіор, нібито був одним із біблійних волхвів разом із Каспаром і Бальтазаром, які відвідали немовля Ісуса після його народження. Мельхіора часто називали найстарішим групи волхвів. Традиційно його називали царем Персії, і він приніс Ісусу в дар золото. У західній християнській церкві він вважається святим (як і двоє інших волхвів).

## Традиція

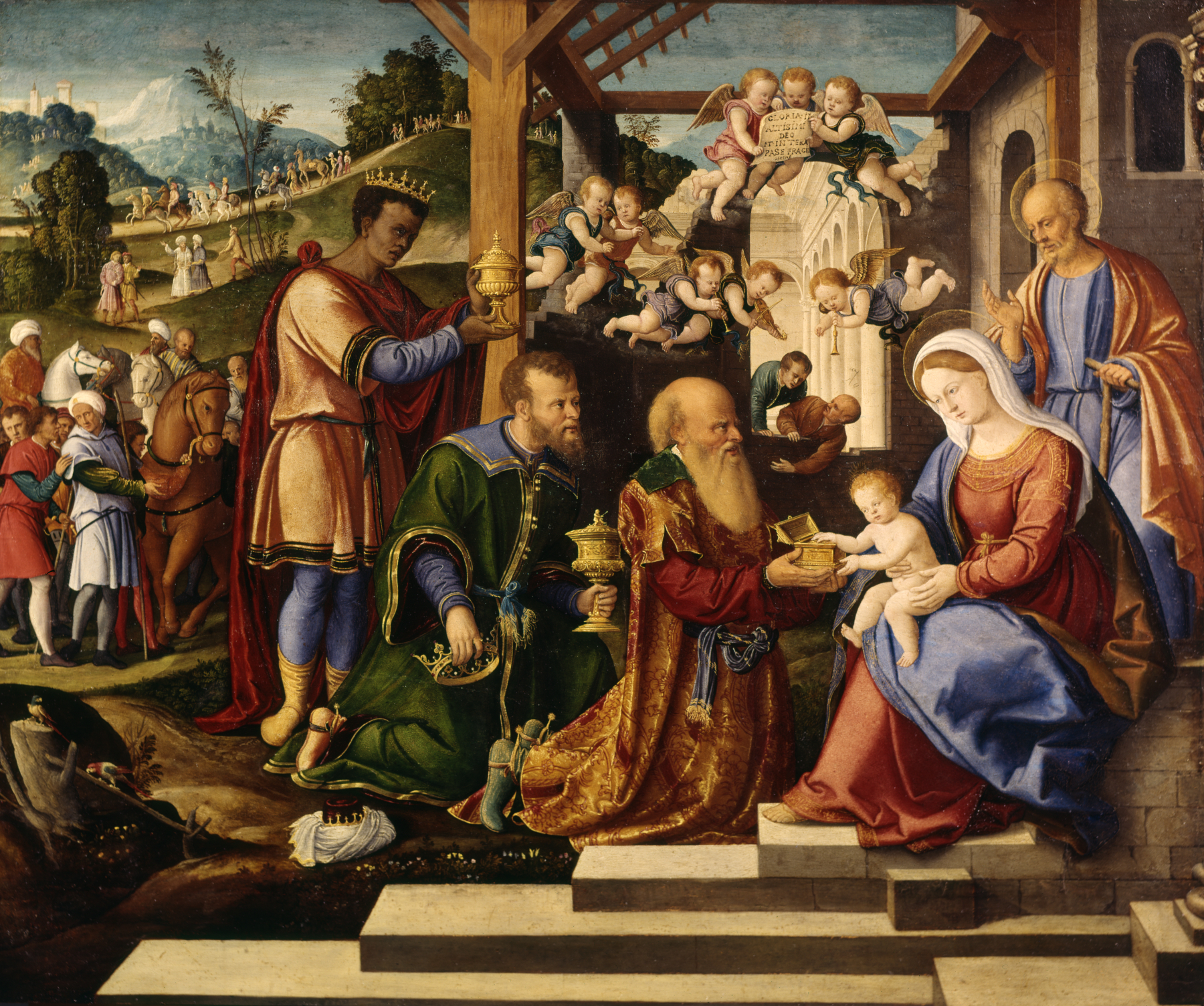
Джироламо да Сантакроче «Поклоніння трьох королів».

Євангелія в Новому Завіті не дають імен волхвів (або навіть їхньої кількості), але їхні традиційні імена приписуються грецькому рукопису 500 року нашої ери, перекладеному на латинь і загальновизнаному як джерело імен. Мельхіор був описаний святим Бедою у VIII столітті як «старий чоловік із сивим волоссям і довгою бородою». Мельхіора також часто називають царем Персії. Прямуючи за Віфлеємською зіркою, волхви спочатку прибули до палацу Ірода Великого, який потім попросив волхвів знайти Дитятко Ісуса та доповісти йому. Прибувши до нього, волхви вклонилися йому і відкрили свої дари, а Мельхіор подарував золото, щоб символізувати царювання Ісуса над світом. Відповідно до середньовічного календаря святих, після повернення до Персії Мельхіор знову зустрівся з іншими волхвами в 54 році нашої ери у Королівстві Вірменія, щоб відсвяткувати Різдво, перш ніж померти у віці 116 років 1 січня 55 року нашої ери.

## Вшанування пам'яті
Передбачається, що Мельхіор разом з іншими волхвами буде похований у Храмі Трьох Королів у Кельнському соборі після того, як його останки були перенесені з Константинополя Євсторгієм I у 314 році нашої ери до Мілана. У 1164 році імператор Священної Римської імперії Фрідріх Барбаросса перевіз їх до Кельна. Пам'ять Мельхіора вшановується на свято Богоявлення разом з іншими членами волхвів, але в католицизмі також вшановується його свято, 6 січня.